# Afraustraloderes
Afraustraloderes is een kevergeslacht uit de familie van de boktorren (Cerambycidae). De wetenschappelijke naam van het geslacht werd voor het eerst geldig gepubliceerd in 2012 door Bouyer.

## Soorten
Afraustraloderes is monotypisch en omvat slechts de volgende soort:
- Afraustraloderes rassei Bouyer, 2012